# Тепелена (округ)
Тепелена (алб. Rrethi i Tepelenës) — один из 36 округов Албании.
Округ занимает территорию 817 км² и относится к области Гирокастра. Административный центр — город Тепелена.
В XIX веке эти места посетил лорд Байрон. Местные красоты, а также преданность и свирепость албанских воинов произвели на него такое впечатление, что он написал поэму с названием «Мать Албания»:
«За Томерит зашло светило дня,

Лаос несется с бешеным напором,

Ложится тьма, последний луч тесня,

И, берегом сходя по крутогорам,

Чайльд видит вдруг: подобно метеорам,

Сверкают минареты за стеной.

То Тепелена, людная, как форум,

И говор, шум прислуги крепостной,

И звон оружия доносит бриз ночной…» 
По сегодняшним албанским данным три четверти населения округа — бекташи, половина из остальной четверти — православные.
Но по данным 1913 г. коренное греческое население составляло 45 % от общего числа жителей.

## Географическое положение
Округ находится в центральной, холмистой части Южной Албании.
Территория округа занимает часть долины реки Вьоса и несколько долин между гор и холмов между Гирокастрой, Баллшем и Бератом. На западной и восточной границе округа лежат величественные горы, среди которых Maja e Kendrevicës (2122м) к западу от Тепелены.
На востоке горную цепь Грибских гор разрывает река Вьоса, протекая по ущелью Gryka e Këlcyrës и сливаясь с Дрином немного южнее Тепелены. По мере приближения к северо-западу, к Адриатическому морю, долина Вьосы становится все шире, а окружающая местность все менее гористой.
На юго-западе находится плоскогорье Курвелеш. Окружающая местность сложена карстовыми породами, образовавшими многочисленные причудливые ущелья и пещеры. Постепенно здесь развивается экотуризм.

## Транспорт
Кроме долины Вьосы и дороги из Фиери в Центральной Албании, ведущей через Баллш и холмы в Тепелену, большинство районов округа труднодоступны. Дорога Фиери-Тепелена является также важнейшим транспортным путём в Южную Албанию и далее в Грецию. В настоящее время строится автобан из Фиери в Тепелену по долине Вьосы.

## Экономика и промышленность
В Тепелене производится бутилированная вода.
Основной центр угледобывающей промышленности в округе: город Мемалияй к северу от Тепелены.

## Административное деление
Округ территориально разделен на два города: Мемалияй и Тепелена и 7 общин: Buz, Krahës, Курвелеш, Lopes, Luftinjë, Qendër, Qesarat.

## Факты
Осенью 1948 года в нескольких деревнях Тепелены произошло Восстание Жапокики против режима Энвера Ходжи.